# 袁孚
袁孚（?—?），宋朝政治人物。
曾官监察御史，绍兴三十二年，改右正言，言颇切直。因上諫德寿宫私自置酒饮宴事触怒孝宗，罢为吏部郎官。参知政事史浩以為不可。後來袁孚自请知温州。